# Frruuu
Frruuu – szósty album zespołu Blade Loki, wydany w 2012 roku nakładem wydawnictwa Lou & Rocked Boys.

## Lista utworów
Źródło:.
1. „Ja stoję” – 3:14
2. „Afgan” – 3:00
3. „Punkrocker” – 3:14
4. „Do nieba” – 3:27
5. „Vulcana” – 2:02
6. „Dziewczyny nie chcą płakać” – 3:29
7. „Po cichu (psychoska)” – 1:44
8. „Aniołki” – 3:48
9. „Panie prokuratorze!!!” – 2:53
10. „Frruuu” – 3:19
11. „Pomachajmy samolotom” – 3:19
12. „Ciemne miasto” – 3:50
13. „Ochrona dziury ozonowej” – 9:30

## Muzycy
Źródło:.
- Agata Polic – śpiew
- Andrzej Dudzic – gitara basowa
- Twurca – gitara
- Norbert Ważny – instrumenty klawiszowe
- Adam Moszyński – perkusja
- Daniel Wrona – puzon
- Wojciech Lis – trąbka